# Antoine Desmousseaux de Givré

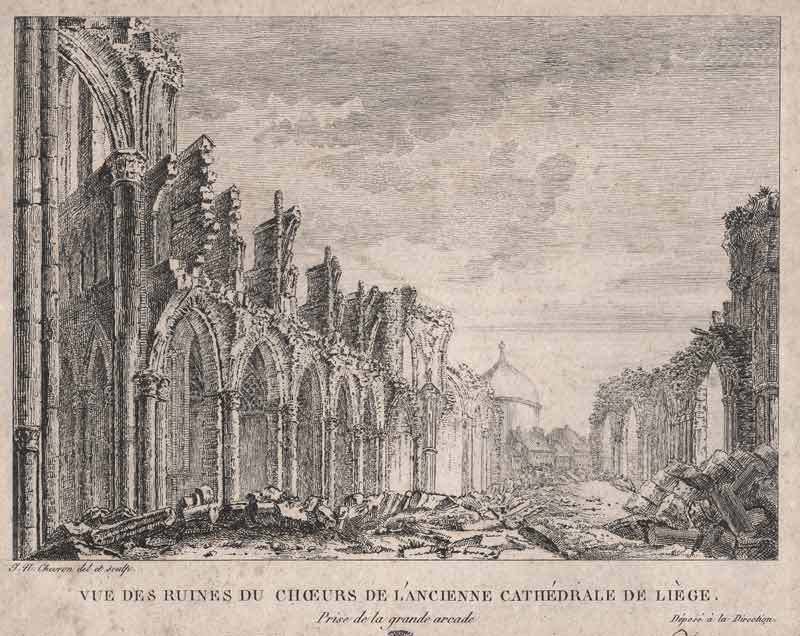
Afbraak van de Sint-Lambertuskathedraal in Luik, tijdens de Franse tijd.

Antoine François Erhard Marie Catherine baron Desmousseaux de Givré (Rouen, 18 juli 1757 – Dreux, 7 juli 1830) was een Frans politicus en prefect in de Franse Nederlanden.

## Levensloop
Voor de Franse Revolutie, onder het ancien régime, was Desmousseaux advocaat bij het Parlement van Parijs. Na de revolutie nam hij bestuurlijke functies op bij het stadsbestuur van Parijs en bij het Departement Seine (1789-1799).
In 1799 benoemde Napoleon Bonaparte, eerste consul, hem tot lid van het Tribunaat. Een jaar later benoemde hij hem tot prefect van het departement Ourthe (1800-1806), een van de departement in de Franse Nederlanden. De hoofdplaats was Luik. Hij rapporteerde aan Parijs over de moeilijkheden die hij ondervond om rekruten te vinden voor het Franse leger. De verklaring, zo schreef hij, was de slechte invloed van de ouders van de rekruten en soms van de geestelijkheid. Hierdoor keerden rekruten zich af van de Franse politiek en van de militaire campagnes. In Luik ijverde Desmousseaux ervoor om van de geconfisqueerde Sint-Jacobsabdij toch de kerk te bewaren. Voor de Sint-Lambertuskathedraal, de kathedraal van de voormalige prins-bisschop, liet Desmousseaux de sloop doorgaan, zoals gepland.
Vervolgens was hij prefect van het departement Haute-Garonne (1806-1813). Tijdens deze periode schonk keizer Napoleon hem de titel van baron van het keizerrijk. Baron Desmousseux keerde terug naar de Franse Nederlanden, als prefect van het Scheldedepartement (1813-1814).
Hij was een overtuigd bonapartist en zetelde, als Kamerlid voor zijn woonplaats Eure-et-Loir, in het parlement ten tijde van de Honderd Dagen van Napoleon in 1815. Na de Slag bij Waterloo keerde hij zich af van de politiek. Hij stierf in 1830 in zijn villa in Dreux. Zijn zoon en kleinzoon hadden later nog een politieke carrière.